# Jwaneng Galaxy Football Club
Actualités
Le Jwaneng Galaxy Football Club, plus couramment abrégé en Jwaneng Galaxy, est un club botswanais de football fondé en 2014 et basé dans la ville de Jwaneng.

## Historique
Le club est fondé en 2014 d'une fusion de deux clubs de Jwaneng, les Jwaneng Comets et les Debswana Youngsters,.
Le Jwaneng Galaxy est promu en Premier League en 2015, remportant la First Division South à une journée de la fin.
Mené par l'entraîneur zambien Mike Sithole, Galaxy remporte la  Mascom Top 8 Cup en 2017, battant en finale Orapa United en prolongations. Le club termine cette saison vice-champion du Botswana et se qualifie pour la Coupe de la confédération 2018. Sitole est démis de ses fonctions en novembre 2017, mais le club est à nouveau vice-champion, quatre points derrière le Township Rollers.
Le Portugais Miguel da Costa devient le nouvel entraîneur lors de la saison 2018-2019. Vice-champion de nouveau en 2019, le club est sacré champion en 2020, alors que la saison est arrêtée avant son terme en raison de la pandémie de Covid-19.

## Palmarès
| Compétitions nationales |
| --- |
| - Championnat du Botswana (3) : - Champion : 2019-20, 2022-23, 2023-24. - Vice-champion : 2016-17, 2017-18 et 2018-19. - Coupe du Botswana (1) : - Vainqueur : 2024 |